# Mimeresia drucei
Mimeresia drucei är en fjärilsart som beskrevs av Henry Stempffer 1954. Mimeresia drucei ingår i släktet Mimeresia och familjen juvelvingar. Inga underarter finns listade i Catalogue of Life.